# Lista das melhores canções de filmes estadunidenses segundo o American Film Institute
Parte integrante da série de listas lançadas pelo American Film Institute para comemorar os 100 anos do cinema, a lista AFI's 100 Years... 100 Songs (100 Anos... 100 Canções) foi apresentada em 2004, reunindo as 100 melhores canções lançadas pelo cinema americano. A lista foi apresentada ao público no dia 24 de Junho de 2004, em um programa de TV comandado pelo ator John Travolta e com a participação especial de diversos representantes da indústria cinematográfica dando seus depoimentos.

## A lista
|     | Canção                                       | Filme                              | Ano  | Intérprete(s)                                                       | Autor(es)                                                          |
| --- | -------------------------------------------- | ---------------------------------- | ---- | ------------------------------------------------------------------- | ------------------------------------------------------------------ |
| 01  | Over The Rainbow                             | The Wizard of Oz                   | 1939 | Judy Garland                                                        | Harold Arlen, E.Y. Harburg                                         |
| 02  | As Time Goes By                              | Casablanca                         | 1942 | Dooley Wilson                                                       | Herman Hupfeld                                                     |
| 03  | Singin' in the Rain                          | Singin' in the Rain                | 1952 | Gene Kelly, Debbie Reynolds, Donald O'Connor                        | Nacio Herb Brown, Arthur Freed                                     |
| 04  | Moon River                                   | Breakfast at Tiffany's             | 1961 | Audrey Hepburn                                                      | Henry Mancini, Johnny Mercer                                       |
| 05  | White Christmas                              | Holiday Inn                        | 1942 | Bing Crosby                                                         | Irving Berlin                                                      |
| 06  | Mrs. Robinson                                | The Graduate                       | 1967 | Simon and Garfunkel                                                 | Paul Simon                                                         |
| 07  | When You Wish Upon a Star                    | Pinocchio                          | 1940 | Cliff Edwards                                                       | Leigh Harline, Ned Washington                                      |
| 08  | The Way We Were                              | The Way We Were                    | 1973 | Barbra Streisand                                                    | Marvin Hamlisch, Marilyn Bergman, Alan Bergman                     |
| 09  | Stayin' Alive                                | Saturday Night Fever               | 1977 | The Bee Gees                                                        | The Bee Gees                                                       |
| 10  | The Sound of Music                           | The Sound of Music                 | 1965 | Julie Andrews                                                       | Richard Rodgers, Oscar Hammerstein II                              |
| 11  | The Man That Got Away                        | A Star is Born                     | 1954 | Judy Garland                                                        | Harold Arlen, Ira Gershwin                                         |
| 12  | Diamonds Are a Girl's Best Friend            | Gentlemen Prefer Blondes           | 1953 | Marilyn Monroe                                                      | Jule Styne, Leo Robin                                              |
| 13  | People                                       | Funny Girl                         | 1968 | Barbra Streisand                                                    | Jule Styne, Bob Merrill                                            |
| 14  | My Heart Will Go On                          | Titanic                            | 1997 | Céline Dion                                                         | James Horner, Will Jennings                                        |
| 15  | Cheek to Cheek                               | Top Hat                            | 1935 | Fred Astaire                                                        | Irving Berlin                                                      |
| 16  | Evergreen                                    | A Star Is Born (1976)              | 1976 | Barbra Streisand                                                    | Barbra Streisand, Paul Williams                                    |
| 17  | I Could Have Danced All Night                | My Fair Lady                       | 1964 | Marni Nixon (dublando Audrey Hepburn)                               | Frederick Loewe, Alan Jay Lerner                                   |
| 18  | Cabaret                                      | Cabaret                            | 1972 | Liza Minnelli                                                       | John Kander, Fred Ebb                                              |
| 19  | Some Day My Prince Will Come                 | Snow White and the Seven Dwarfs    | 1937 | Adriana Caselotti (voz de Branca de Neve)                           | Frank Churchill, Larry Morey                                       |
| 20  | Somewhere                                    | West Side Story                    | 1961 | Jimmy Bryant e Marni Nixon (dublando Richard Beymer e Natalie Wood) | Leonard Bernstein, Stephen Sondheim                                |
| 21  | Jailhouse Rock                               | Jailhouse Rock                     | 1957 | Elvis Presley                                                       | Jerry Leiber, Mike Stoller                                         |
| 22  | Everybody's Talkin'                          | Midnight Cowboy                    | 1969 | Harry Nilsson                                                       | Fred Neil                                                          |
| 23  | Raindrops Keep Fallin' on My Head            | Butch Cassidy and the Sundance Kid | 1969 | B. J. Thomas                                                        | Burt Bacharach, Hal David                                          |
| 24  | Ol' Man River                                | Show Boat                          | 1936 | Paul Robeson                                                        | Jerome Kern, Oscar Hammerstein II                                  |
| 25  | High Noon (Do Not Forsake Me, Oh My Darlin') | High Noon                          | 1952 | Tex Ritter                                                          | Dimitri Tiomkin, Ned Washington                                    |
| 26  | The Trolley Song                             | Meet Me in St. Louis               | 1944 | Judy Garland                                                        | Ralph Blane, Hugh Martin                                           |
| 27  | Unchained Melody                             | Ghost                              | 1990 | The Righteous Brothers                                              | Alex North, Hy Zaret                                               |
| 28  | Some Enchanted Evening                       | South Pacific                      | 1958 | Giorgio Tozzi dublando Rossano Brazzi                               | Oscar Hammerstein II, Richard Rodgers                              |
| 29  | Born to be Wild                              | Easy Rider                         | 1969 | Steppenwolf                                                         | Hoyt Axton                                                         |
| 30  | Stormy Weather                               | Stormy Weather                     | 1943 | Lena Horne                                                          | Harold Arlen, Ted Koehler                                          |
| 31  | Theme from New York, New York                | New York, New York                 | 1977 | Liza Minnelli                                                       | John Kander, Fred Ebb                                              |
| 32  | I Got Rhythm                                 | An American in Paris               | 1951 | Gene Kelly                                                          | George Gershwin, Ira Gershwin                                      |
| 33  | Aquarius                                     | Hair                               | 1979 | Ren Woods                                                           | Galt MacDermot, Gerome Ragni, James Rado                           |
| 34  | Let's Call the Whole Thing Off               | Shall We Dance                     | 1937 | Fred Astaire, Ginger Rogers                                         | George Gershwin, Ira Gershwin                                      |
| 35  | America                                      | West Side Story                    | 1961 | Rita Moreno, Suzie Kaye, George Chakiris, Yvonne Wilder             | Leonard Bernstein, Stephen Sondheim                                |
| 36  | Supercalifragilisticoespialidoso             | Mary Poppins                       | 1964 | Julie Andrews, Dick Van Dyke                                        | Robert B. Sherman, Richard M. Sherman                              |
| 37  | Swinging on a Star                           | Going My Way                       | 1944 | Bing Crosby                                                         | Jimmy Van Heusen, Johnny Burke                                     |
| 38  | Theme from Shaft                             | Shaft                              | 1971 | Isaac Hayes                                                         | Isaac Hayes                                                        |
| 39  | Days of Wine and Roses                       | Days of Wine and Roses             | 1963 | Henry Mancini Orquestra e Coro                                      | Henry Mancini, Johnny Mercer                                       |
| 40  | Fight the Power                              | Do the Right Thing                 | 1989 | Public Enemy                                                        | Chuck D., Hank Shocklee, Eric Sadler, Keith Shocklee               |
| 41  | New York, New York                           | On the Town                        | 1949 | Frank Sinatra, Gene Kelly, Jules Munshin                            | Leonard Bernstein, Adolph Green, Betty Comden                      |
| 42  | Luck Be a Lady                               | Guys and Dolls                     | 1955 | Marlon Brando                                                       | Frank Loesser                                                      |
| 43  | The Way You Look Tonight                     | Swing Time                         | 1936 | Fred Astaire                                                        | Dorothy Fields, Jerome Kern                                        |
| 44  | Wind Beneath My Wings                        | Beaches                            | 1988 | Bette Midler                                                        | Larry Henley, Jeff Silbar                                          |
| 45  | That's Entertainment                         | The Band Wagon                     | 1953 | Jack Buchanan, Nanette Fabray, Oscar Levant, Fred Astaire           | Arthur Schwartz, Howard Dietz                                      |
| 46  | Don't Rain on my Parade                      | Funny Girl                         | 1968 | Barbra Streisand                                                    | Jule Styne, Bob Merrill                                            |
| 47  | Zip-a-dee Doo-Dah                            | Song of the South                  | 1947 | James Baskett                                                       | Allie Wrubel, Ray Gilbert                                          |
| 48  | Whatever Will Be, Will Be (Que Sera, Sera)   | The Man Who Knew Too Much          | 1956 | Doris Day                                                           | Jay Livingston, Ray Evans                                          |
| 49  | Make 'Em Laugh                               | Singin' in the Rain                | 1952 | Donald O'Connor                                                     | Nacio Herb Brown, Arthur Freed                                     |
| 50  | Rock Around the Clock                        | Blackboard Jungle                  | 1955 | Bill Haley and the Comets                                           | James E. Myers, Max Freedman                                       |
| 51  | Fame                                         | Fame                               | 1980 | Irene Cara                                                          | Michael Gore, Dean Pitchford                                       |
| 52  | Summertime                                   | Porgy and Bess                     | 1959 | Diahann Carroll                                                     | George Gershwin, DuBose Heyward                                    |
| 53  | Goldfinger                                   | Goldfinger                         | 1964 | Shirley Bassey                                                      | John Barry, Leslie Bricusse, Anthony Newley                        |
| 54  | Shall We Dance                               | The King and I                     | 1956 | Marni Nixon (dublando Deborah Kerr), Yul Brynner                    | Oscar Hammerstein II, Richard Rodgers                              |
| 55  | Flashdance... What a Feeling                 | Flashdance                         | 1983 | Irene Cara                                                          | Giorgio Moroder, Keith Forsey, Irene Cara                          |
| 56  | Thank Heaven For Little Girls                | Gigi                               | 1958 | Maurice Chevalier                                                   | Alan Jay Lerner, Frederick Loewe                                   |
| 57  | The Windmills of your Mind                   | The Thomas Crown Affair            | 1968 | Noel Harrison                                                       | Alan Bergman, Marilyn Bergman, Michel Legrand                      |
| 58  | Gonna Fly Now                                | Rocky                              | 1976 | Deetta West, Nelson Pigford                                         | Bill Conti, Carol Connors, Ayn Robbins                             |
| 59  | Tonight                                      | West Side Story                    | 1961 | Jimmy Bryant e Marni Nixon (dublando Richard Beymer e Natalie Wood) | Leonard Bernstein, Stephen Sondheim                                |
| 60  | It Had to be You                             | When Harry Met Sally...            | 1989 | Frank Sinatra                                                       | Isham Jones, Gus Kahn                                              |
| 61  | Get Happy                                    | Summer Stock                       | 1950 | Judy Garland                                                        | Harold Arlen, Ted Koehler                                          |
| 62  | Beauty and the Beast                         | Beauty and the Beast               | 1991 | Angela Lansbury                                                     | Alan Menken, Howard Ashman                                         |
| 63  | Thanks for the Memory                        | The Big Broadcast of 1938          | 1938 | Bob Hope, Shirley Ross                                              | Ralph Rainger, Leo Robin                                           |
| 64  | My Favorite Things                           | The Sound of Music                 | 1965 | Julie Andrews e crianças                                            | Richard Rodgers, Oscar Hammerstein II                              |
| 65  | I Will Always Love You                       | The Bodyguard                      | 1992 | Whitney Houston                                                     | Dolly Parton                                                       |
| 66  | Suicide is Painless                          | M*A*S*H                            | 1970 | -                                                                   | Johnny Mandel, Mike Altman                                         |
| 67  | Nobody Does It Better                        | The Spy Who Loved Me               | 1977 | Carly Simon                                                         | Carole Bayer Sager, Marvin Hamlisch                                |
| 68  | Streets of Philadelphia                      | Philadelphia                       | 1993 | Bruce Springsteen                                                   | Bruce Springsteen                                                  |
| 69  | On The Good Ship Lollipop                    | Bright Eyes (filme)                | 1934 | Shirley Temple                                                      | Richard A. Whiting, Sidney Clare                                   |
| 70  | Summer Nights                                | Grease                             | 1978 | John Travolta, Olivia Newton-John                                   | Jim Jacobs, Warren Casey                                           |
| 71  | The Yankee Doodle Boy                        | Yankee Doodle Dandy                | 1942 | James Cagney                                                        | George M. Cohan                                                    |
| 72  | Good Morning                                 | Singin' in the Rain                | 1952 | Gene Kelly, Debbie Reynolds, Donald O'Connor                        | Nacio Herb Brown, Arthur Freed                                     |
| 73  | Isn't It Romantic?                           | Love Me Tonight                    | 1932 | Maurice Chevalier, Bert Roach, Rolfe Sedan, Jeanette MacDonald      | Lorenz Hart, Richard Rodgers                                       |
| 74  | Rainbow Connection                           | The Muppet Movie                   | 1979 | Jim Henson                                                          | Paul Williams, Kenny Ascher                                        |
| 75  | Up Where We Belong                           | An Officer and a Gentleman         | 1982 | Joe Cocker, Jennifer Warnes                                         | Will Jennings, Jack Nitzsche, Buffy Sainte-Marie                   |
| 76  | Have Yourself a Merry Little Christmas       | Meet Me in St. Louis               | 1944 | Judy Garland                                                        | Ralph Blane, Hugh Martin                                           |
| 77  | The Shadow of your Smile                     | The Sandpiper                      | 1965 | Coral                                                               | Paul Francis Webster, Johnny Mandel                                |
| 78  | Nine to Five                                 | Nine to Five                       | 1980 | Dolly Parton                                                        | Dolly Parton                                                       |
| 79  | Arthur's Theme (Best That You Can Do)        | Arthur                             | 1981 | Christopher Cross                                                   | Burt Bacharach, Christopher Cross, Carole Bayer Sager, Peter Allen |
| 80  | Springtime for Hitler                        | The Producers                      | 1968 | Coro                                                                | Mel Brooks                                                         |
| 81  | I'm Easy                                     | Nashville                          | 1975 | Keith Carradine                                                     | Keith Carradine                                                    |
| 82  | Ding Dong the Witch is Dead                  | The Wizard of Oz                   | 1939 | Elenco                                                              | Harold Arlen, E.Y. Harburg                                         |
| 83  | The Rose                                     | The Rose                           | 1979 | Bette Midler                                                        | Amanda McBroom                                                     |
| 84  | Put the Blame on Mame                        | Gilda                              | 1946 | Anita Ellis, dublando Rita Hayworth                                 | Doris Fisher, Allan Roberts                                        |
| 85  | Come What May                                | Moulin Rouge!                      | 2001 | Nicole Kidman, Ewan McGregor                                        | David Baerwald                                                     |
| 86  | (I've Had) The Time of My Life               | Dirty Dancing                      | 1987 | Bill Medley, Jennifer Warnes                                        | Franke Previte, Donald Markowitz, John DeNicola                    |
| 87  | Bottons and Bows                             | The Paleface                       | 1948 | Bob Hope                                                            | Jay Livingston, Ray Evans                                          |
| 88  | Do Re Mi                                     | The Sound of Music                 | 1965 | Julie Andrews e crianças                                            | Richard Rodgers, Oscar Hammerstein II                              |
| 89  | Puttin' on the Ritz                          | Young Frankenstein                 | 1974 | Gene Wilder, Peter Boyle                                            | Irving Berlin                                                      |
| 90  | Seems Like Old Times                         | Annie Hall                         | 1977 | Diane Keaton                                                        | John Jacob Loeb, Carmen Lombardo                                   |
| 91  | Let the River Run                            | Working Girl                       | 1988 | Carly Simon                                                         | Carly Simon                                                        |
| 92  | Log Ago and Far Away                         | Cover Girl                         | 1944 | Gene Kelly, Martha Mears (dublando Rita Hayworth)                   | Jerome Kern, Ira Gershwin                                          |
| 93  | Loose Yourself                               | 8 Mile                             | 2002 | Eminem                                                              | Eminem, Luis Resto                                                 |
| 94  | Ain't Too Proud to Beg                       | The Big Chill                      | 1983 | The Temptations                                                     | Eddie Holland, Norman Whitfield                                    |
| 95  | (We're Off on the) Road to Morocco           | Road to Morocco                    | 1942 | Bing Crosby, Bob Hope                                               | Jimmy Van Heusen, Johnny Burke                                     |
| 96  | Footloose                                    | Footloose                          | 1984 | Kenny Loggins                                                       | Kenny Loggins, Dean Pitchford                                      |
| 97  | 42nd Street                                  | 42nd Street                        | 1933 | Ruby Keeler                                                         | Al Dubin, Harry Warren                                             |
| 98  | All That Jazz                                | Chicago                            | 2002 | Catherine Zeta-Jones, Renée Zellweger                               | John Kander, Fred Ebb                                              |
| 99  | Hakuna Matata                                | The Lion King                      | 1994 | Nathan Lane, Ernie Sabella, Jason Weaver, Joseph Williams           | Tim Rice, Elton John                                               |
| 100 | Old Time Rock and Roll                       | Risky Business                     | 1983 | Bob Seger                                                           | G. Jackson, T. Jones III                                           |